# 伊藤重治郎
伊藤 重治郎（いとう じゅうじろう、1878年1月9日 - 1964年2月26日）は、日本の商学者、法学者、教育者。立教大学経済学部元教授、早稲田大学元教授、東洋大学名誉教授。専門は交通論、商店経営。
山形県酒田市穂積の生まれの政治家、伊藤重治郎（1869年-1939年）とは異なる。

## 人物・経歴
兵庫県明石市出身。1903年（明治36年）早稲田大学英語政治科を卒業後、早稲田大学講師となる。1905年（明治38年）アメリカに留学し、シカゴ大学を経て、1906年（明治39年）にペンシルベニア大学に入学し、1908年（明治41年）に卒業。大学では交通論、商業学を専攻し、博士号（Ph.D.）を取得。
帰国後、早稲田大学教授を経て、立教大学経済学部教授に就任し、交通論、商店経営、商業英語の科目を教えた。その他、千葉商科大学、東洋大学、国士舘大学でも教授を務めた。
早稲田大学第3代学長の平沼淑郎（早稲田大学第2代商学部長）や、伊藤と同じペンシルベニア大学で学び、早稲田大学第6総長を務めた島田孝一（早稲田名誉教授）とは、同分野の学者として交流した。
島田孝一の父、島田三郎（東京専門学校／現・早稲田大学創設メンバーの一人）は、1899年に立教尋常中学校の認可に尽力し、立教学院とゆかりのある人物で、キリスト教徒としても知られていた人物である。
商業、交通・海運関連の著作が多数あるほか、労働法や法律語和英辞書などの編纂、翻訳も進めた。

## 主な著作
- 『商業學大意』伊藤重治郎 講述 早稲田大学出版部 1909年
- 『商事要項』伊藤重治郎述 早稲田大学出版部
- 『交通要論』伊藤重治郎述 早稲田大学出版部
- 『海運論』伊藤重治郎著 三書楼 巌松堂書店 1911年7月
- 『海運論』伊藤重治郎著 巌松堂書店1914年2月
- 『交通論』伊藤重治郎著 東京宝文館 1916年12月
- 『ペンシルベニア大學商科大學長エモリ、アール、ジョンソン博士講演集』エモリ・アール・ジョンソン述 ; 高久甚之助, 伊藤重治郎譯 鐵道省大臣官房文書課 1925年9月
- 『労働立法の国際的統一運動』星野辰雄 著 ; 伊藤重治郎 編 立教大学商学研究室 1930年
- 『商店の管理及経営』 伊藤重治郎 著 誠文堂・商店界社 1930年
- 『海事金融問題の研究』 伊藤重治郎 著 立教大学商学研究室 1931年
- 『本邦海運市場の発達と其現状』 伊藤重治郎 著 立教大学商学研究室 1931年, 1933年
- 『米国百貨店の概観』 伊藤重治郎 著 立教大学商学研究室 1933年
- 『本邦海運市場の発達と其現状』伊藤重治郎 著 立教大学商学研究室 1933年
- 『小売商更生策 : ヴォランタリー・チエーン中心の実証的研究』伊藤重治郎 監修 立教大学販売広告研究会 1934年
- 『商業経営指導講座』東京商工会議所 編 森山書店 1938年
- 『仕入と販売』伊藤重治郎 著 富山房 1939年
- 『時局情勢及配給統制講演集』日本百貨店商業報国会 1941年
- 『米国労働法解説』ルイ・ヂー・シルヴァベルグ 著 ; 伊藤重治郎 訳 労働出版部 1948年
- 『和英法律語辞典』伊藤重治郎 編 大学書房 1951年
- 『和英法律語辞典』伊藤重治郎 編 大学書房 1953年
- 『A Japanese-English dictionary of legal terms with supplement』by Jujiro Ito	Daigaku Shobo 1953年, 1972年
- 『増補和英法律語辞典』伊藤重治郎 編 大学書房 1972年